# Gullabosleven

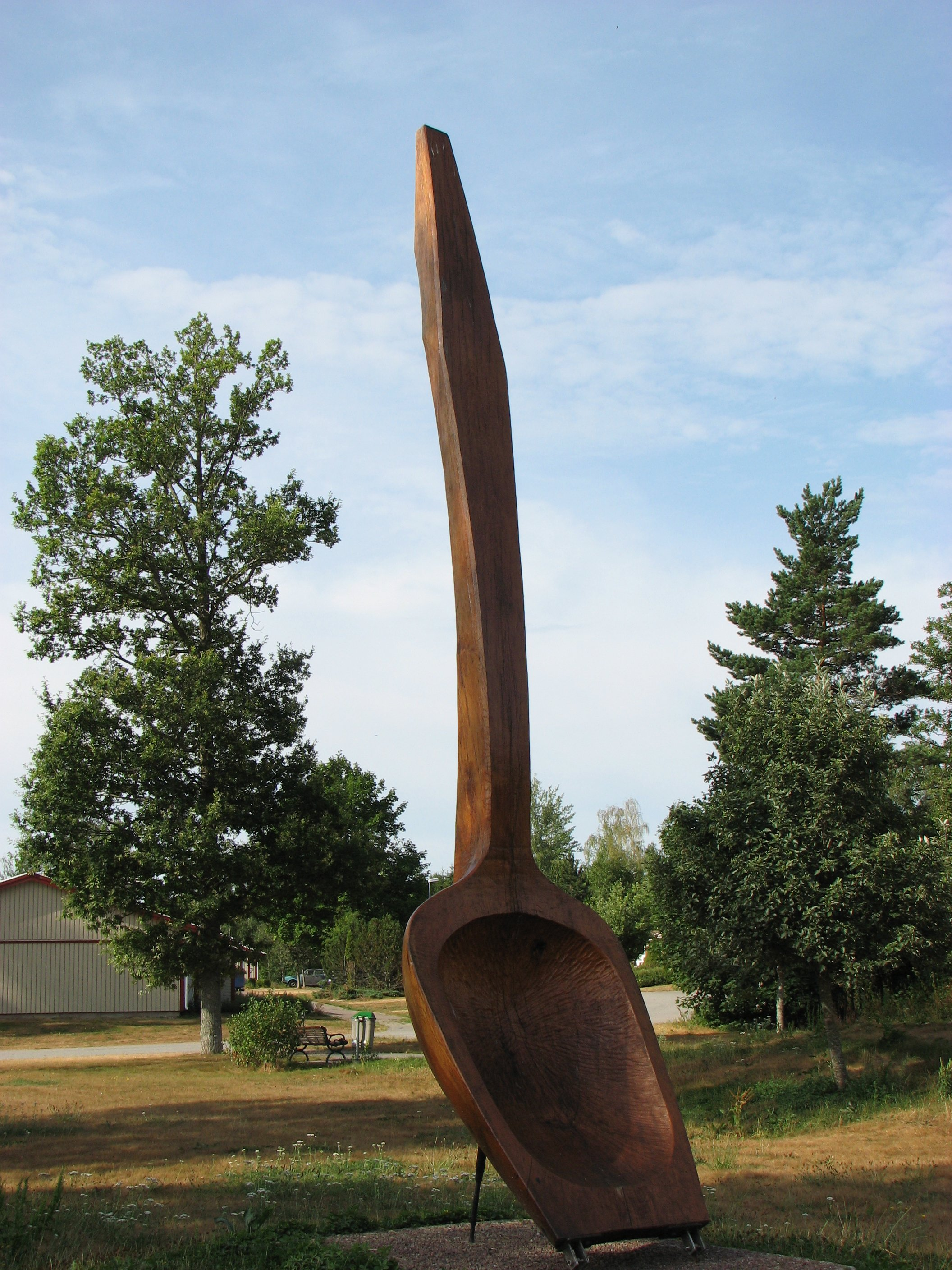
Gullabo rekordslev tillverkades till Gullabo Slöjdmässa år 2000.

Gullabosleven är slöjdad i ek. Den tillverkades till Gullabo Slöjdmässa år 2000. Som material användes en 5 m lång ekstock som vägde ca 4 ton. Sleven är 4,64 meter lång och 1,07 meter bred och väger 350 kilo.
Träsleven lär vara en av de största i världen. När den var klar skrevs den in i Guinness Rekordbok som världens största träslev och gick då om det tidigare rekordet som Vindelns slöjdgille haft. Numera innehas dock rekordet sedan 2013 av en annan träslev i Rumänien.
Vid tillverkningen användes motorsåg för att få fram slevens form och därefter finputsades den för hand.